# Loveless (álbum)
Loveless é o segundo álbum de estúdio da banda inglesa-irlandesa de rock alternativo My Bloody Valentine. Foi lançado em 4 de novembro de 1991 no Reino Unido pela Creation Records e nos Estados Unidos pela Sire Records. O álbum foi gravado entre fevereiro de 1989 e setembro de 1991, com o vocalista e guitarrista Kevin Shields conduzindo sessões e experimentando técnicas de vibrato de guitarra, sistemas de afinação, samplers e métodos de produção meticulosos. A banda percorreu dezenove estúdios diferentes e vários engenheiros durante a longa gravação do álbum, com rumores de que seu custo de produção atingiu 250 mil libras.
Precedido pelos extended plays (EPs) Glider (1990) e Tremolo (1991), Loveless alcançou a posição 24 na UK Albums Chart, e foi amplamente elogiado pela crítica por suas inovações sonoras e pela "reinvenção virtual da guitarra" de Shields. No entanto, após seu lançamento, o dono da Creation, Alan McGee, retirou a banda da gravadora, pois achou que Shields era muito difícil de trabalhar, um fator que supostamente contribuiu para a eventual falência da gravadora. My Bloody Valentine se esforçou para gravar uma sequência para o álbum mas se separou em 1997, fazendo de Loveless seu último lançamento completo até m b v em 2013.
Desde o seu lançamento, Loveless foi amplamente citado pela crítica como o melhor álbum do subgênero shoegaze de todos os tempos, bem como um dos melhores álbuns da década de 90, um dos melhors álbuns irlandeses e como uma influência significativa em vários artistas subsequentes. Em 2012, foi relançado como um conjunto de dois CDs, incluindo faixas remasterizadas e uma versão em fita analógica de meia polegada inédita, alcançando o pico em várias paradas internacionais. Foi relançado novamente em 2021 pela Domino Records, aparecendo em diversas paradas musicais e sendo certificado com um disco de ouro pela British Phonographic Industry.

## Produção

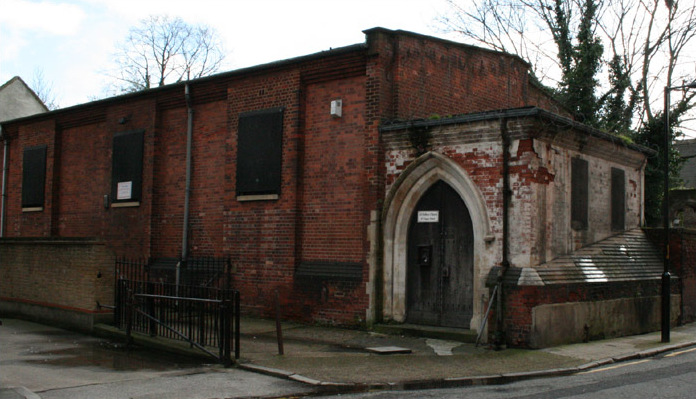
Blackwing Studios em 2010

A banda My Bloody Valentine estava programada para gravar no Blackwing Studios em Southwark, Londres para fevereiro de 1989, e pretendia conceituar um novo som mais baseado em estúdio para seu segundo álbum. O guitarrista Kevin Shields disse que sua gravadora, a Creation Records, acreditava que o álbum poderia ser gravado em cinco dias. De acordo com Shields, "quando ficou claro que isso não aconteceria, eles surtaram". Depois de vários meses improdutivos, a banda se mudou em setembro para o estúdio subterrâneo The Elephant and Wapping, onde passaram oito semanas improdutivas. O engenheiro interno Nick Robbins disse que Shields deixou claro desde o início que Robbins "estava lá apenas para apertar os botões". Robbins foi rapidamente substituído por Harold Burgon, mas de acordo com Shields, a principal contribuição de Burgon foi mostrar ao grupo como usar o computador do estúdio.
Burgon e Shields passaram três semanas no estúdio Woodcray em Berkshire trabalhando no extended play (EP) Glider, que Shields e o criador da Creation Alan McGee concordaram que seria lançado antes do álbum. Alan Moulder foi contratado para mixar a música de Glider "Soon" no estúdio Trident 2 em Victoria; a música apareceu mais tarde como a faixa final de Loveless. Shields disse sobre Moulder: "Assim que trabalhamos com ele, percebemos que adoraríamos [trabalhar] mais um pouco!" Quando o grupo voltou a trabalhar no álbum, Moulder era o único engenheiro de confiança de Shields para realizar tarefas como microfonar os amplificadores; todos os outros engenheiros credenciados foram informados: "Estamos tão no topo disso que você nem precisa ir trabalhar." Shields disse que "esses engenheiros – com exceção de Alan Moulder e mais tarde Anjali Dutt – eram apenas as pessoas que vieram com o estúdio [...] tudo o que queríamos fazer estava errado, de acordo com eles." A banda deu crédito na capa do álbum a todos os presentes durante as gravações, "mesmo que tudo o que fizessem fosse preparar chá", segundo Shields.

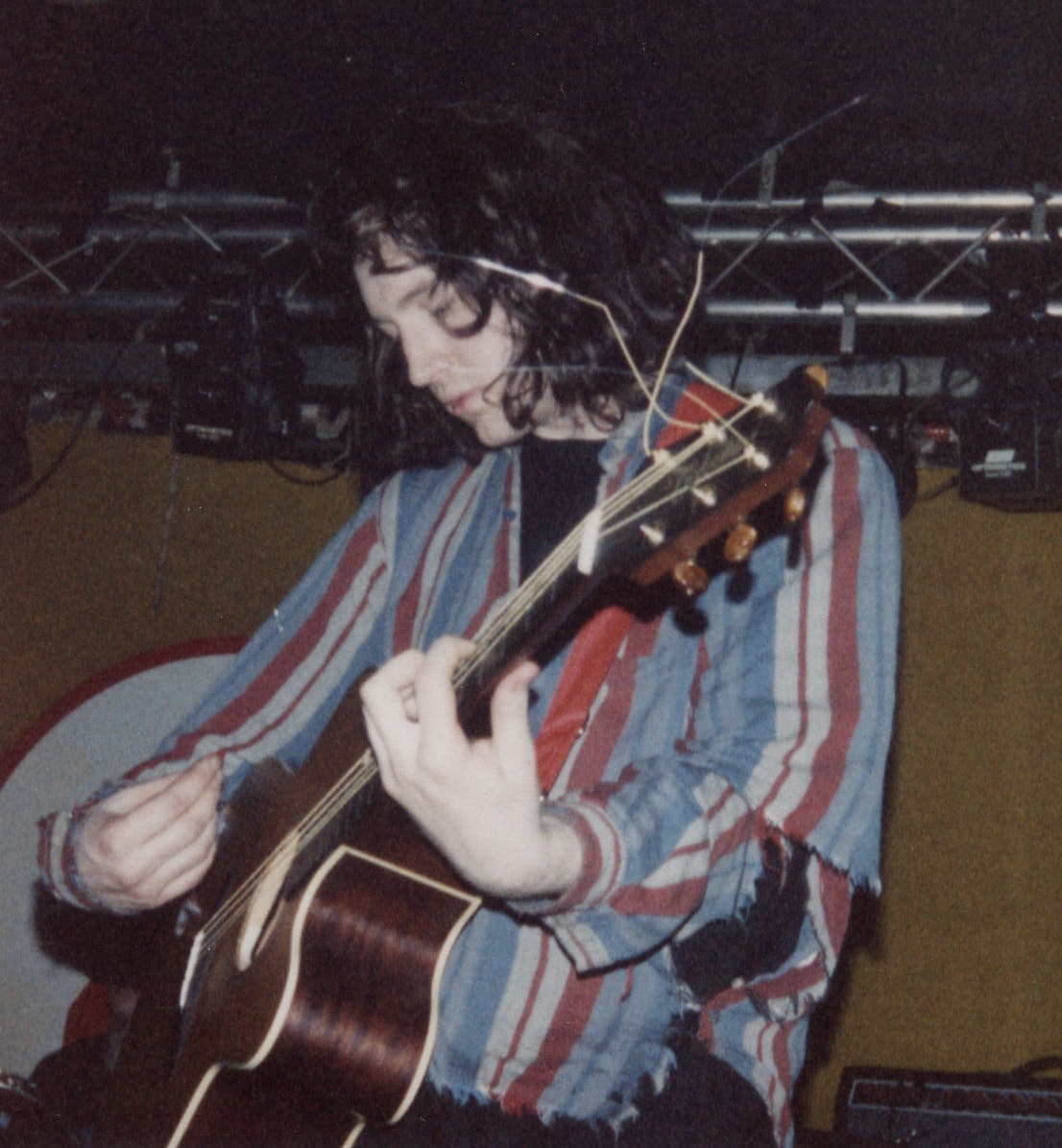
Kevin Shields em apresentação com My Bloody Valentine em 1989

Durante a primavera de 1990, Anjali Dutt foi contratada para substituir Moulder, que havia deixado para trabalhar com as bandas Shakespears Sister e Ride. Dutt ajudou na gravação de vocais e várias faixas de guitarra. Durante este período, a banda gravou em vários estúdios, muitas vezes passando um único dia em um estúdio antes de decidir que não era adequado. Em maio de 1990, My Bloody Valentine escolheu o estúdio Protocol, em Holloway, Londres, como seu local principal, e o trabalho começou a sério no álbum, bem como em um segundo EP intitulado Tremolo. Assim como Glider, Tremolo continha uma música – "To Here Knows When" – que mais tarde apareceu em Loveless. A banda parou de gravar durante o verão de 1990 para fazer uma turnê de apoio ao lançamento de Glider. Quando Moulder voltou ao projeto em agosto, ele ficou surpreso ao ver como pouco trabalho havia sido concluído. Nesse ponto, a Creation estava preocupada com quanto o álbum estava custando. Moulder saiu novamente em março de 1991 para trabalhar na banda The Jesus and Mary Chain. Em uma entrevista com a Select, Shields explicou a natureza de início e término de sua gravação, usando "When You Sleep" como exemplo:
| “ | Gravamos a bateria em setembro de 89. O violão foi feito em dezembro. O baixo foi feito em abril [de 1990]. [Estamos em 1990], agora. Então nada acontece por um ano realmente. Então não tem vocais neste estágio? Não. Tem palavras? Não. Tem ao menos um título? Não. Tem um número de música. Chamava-se "Song 12". E... estou tentando me lembrar... a linha da melodia foi feita em 91. Os vocais eram [de] 91. No entanto, havia lacunas enormes. Meses e meses sem tocar nas canções. Anos. Eu costumava esquecer quais afinações eu usava. | ” |

Os vocais foram gravados nos estúdios Britannia Row e Protocol entre maio e junho de 1991, a primeira vez que a vocalista Bilinda Butcher envolveu-se na gravação. Shields e Butcher penduraram cortinas na janela entre a sala de controle do estúdio e a cabine de voz, e se comunicaram com os engenheiros apenas quando eles reconheciam uma boa tomada, abrindo a cortina e acenando. De acordo com o engenheiro Guy Fixsen, "não tínhamos permissão para ouvir enquanto qualquer um deles estava fazendo um vocal. Você teria que assistir os medidores no gravador para ver se alguém estava cantando. Se parasse, você sabia que tinha para parar a fita e colocá-la de volta no topo." Na maioria dos dias, o casal chegava sem ter escrito a letra da música que iam gravar. Dutt relembrou: "Kevin cantava uma faixa, e então Bilinda pegava a fita e anotava as palavras que ela pensava que ele poderia ter cantado".
Em julho de 1991, a Creation concordou em realocar a produção para o estúdio Eastcote, após reclamações inexplicáveis de Shields. No entanto, a gravadora com pouco dinheiro, não foi capaz de pagar a conta por seu tempo na Britannia Row, e o estúdio se recusou a devolver o equipamento da banda. Dutt lembrou: "Não sei que desculpa Kevin deu a eles para irem embora. Ele teve que levantar o dinheiro sozinho para conseguir o equipamento". O comportamento imprevisível de Shields, os atrasos constantes e as mudanças de estúdio estavam tendo um efeito material nas finanças da Creation e na saúde de sua equipe. Dutt disse mais tarde que estava desesperada para deixar o projeto, enquanto o segundo em comando da Creation, Dick Green, teve um colapso nervoso. Green relembrou: "Já se passava dois anos no álbum, e eu liguei para Shields em lágrimas. Eu estava dizendo 'Você tem que me entregar este álbum'".
Shields e Butcher sofreram de tinido e tiveram que atrasar a gravação por mais semanas enquanto se recuperavam. Amigos e membros preocupados da banda sugeriram que isso era resultado do volume incomumente alto que o grupo tocava em seus shows, o que Shields descartou como "histeria mal informada". Embora Alan McGee ainda estivesse otimista sobre seu investimento, Green, de 29 anos, que a essa altura estava abrindo o post matinal da gravadora "tremendo de medo", tornou-se uma preocupação para seus colegas de trabalho. A publicitária Laurence Verfaillie, ciente da incapacidade da gravadora de cobrir outras contas do estúdio, lembrou-se do cabelo de Green ficando grisalho durante a noite, o que ela atribuiu ao álbum.
Com as faixas vocais concluídas, uma mixagem final do álbum foi realizada com os engenheiros Dick Meaney (The Jesus and Mary Chain) e Darren Allison (Spiritualized) na igreja em Crouch End, o décimo nono estúdio em que Loveless havia sido trabalhado. O álbum foi editado em uma máquina antiga que foi usada para cortar diálogos para filmes na década de 1970; seu computador jogou o álbum inteiro fora de fase. Shields conseguiu montá-lo de memória, mas levou treze dias para masterizar o álbum, em vez do álbum normal, para desespero da Creation.

### Custo
Como a banda anteriormente prolífica estava estranhamente quieta, a imprensa musical britânica começou a especular. A Melody Maker calculou que o custo total da gravação chegou perto de 250 mil libras, fator que alegadamente contribuiu para a falência da Creation. No entanto, McGee, Green e Shields contestam isso. Shields argumentou que o custo estimado e a quase falência da Creation foram mitos exagerado por McGee. De acordo com Shields, "o valor que gastamos ninguém sabe porque nunca contamos. Mas resolvemos sozinhos calculando quanto custam os estúdios e quanto custam todos os engenheiros. 160 mil libras é o máximo que poderíamos ter obtido como dinheiro real gasto". Na opinião de Green, a estimativa feita pela Melody Maker foi subestimada em vinte mil libras, e que "uma vez que você conseguiu gravá-la e mixá-la, o próprio ato de compilar, equalizar, etcetera, levou semanas por conta própria".
Em dezembro de 1991, Shields disse que a maior parte do dinheiro alegado ter sido gasto no álbum era simplesmente "dinheiro para viver" durante três anos, com o álbum em si custando apenas "alguns milhares". Ele também afirmou que o álbum representou apenas quatro meses de trabalho em dois anos. Ele disse que a maior parte do dinheiro gasto veio dos próprios fundos da banda, enquanto "a Creation provavelmente gastou de quinze a vinte mil libras de seu próprio dinheiro com isso, e é isso. Eles nunca nos mostraram nenhuma conta e então foram comprados pela Sony".

## Composição
Loveless é considerado um álbum dos gêneros shoegaze, dream pop, noise rock e avant-rock. Enquanto Butcher contribuiu com cerca de um terço de suas letras, a maior parte da música em Loveless foi escrita e tocada por Shields; de acordo com ele, ele é o único músico do álbum além de "Touched". Shields assumiu as funções de guitarrista de Butcher durante o processo de gravação; Butcher disse que não se importou porque sentiu que "nunca foi uma grande guitarrista". A baixista Debbie Googe não se apresentou no álbum, embora tenha recebido um crédito. Googe disse: "No começo eu costumava ir [ao estúdio] quase todos os dias, mas depois de um tempo comecei a me sentir muito supérflua, então descia menos." Butcher explicou: "para Kevin realmente traduzir para Debbie o que ele tinha em sua cabeça e tocar direito seria um processo agonizante." Moulder disse: "Não foi nada colaborativo [...] Kevin tinha uma visão clara do que queria, mas nunca explicou isso."
Loveless foi amplamente gravado em som mono, pois Shields considerou importante que o som do álbum consistisse "[d]a guitarra bem no meio e sem refrão, sem efeito de modulação". Shields balança a barra de tremolo de sua guitarra conforme ele dedilha, o que contribui para o som distinto da banda. Sua técnica, apelidada de "guitarra deslizante", dobra as cordas da guitarra ligeiramente para dentro e para fora do tom. Shields disse: "As pessoas pensavam que são centenas de guitarras, quando na verdade tem menos faixas de guitarra do que as fitas demo da maioria das pessoas." Ao contrário de outras bandas do movimento shoegaze do início dos anos 90, My Bloody Valentine não usava pedais de refrão ou flanger; Shields disse, "Nenhuma outra banda tocou aquela guitarra como eu [...] Nós fizemos tudo somente com o braço de tremolo."
Shields pretendia usar "efeitos mínimos muito simples", que muitas vezes eram o resultado de um trabalho de estúdio envolvido. Ele afirmou: "As músicas são realmente estruturadas de forma simples. Muitas delas são propositalmente assim. Dessa forma, você pode se safar com muito mais quando bagunçar o conteúdo." Em uma entrevista de 1992 à Guitar World, Shields descreveu como ele alcançou um som semelhante a um pedal wah-wah em "I Only Said" tocando sua guitarra em um amplificador com um equalizador gráfico pré-amplificador. Depois de gravar a faixa, ele saltou para outra faixa por meio de um equalizador paramétrico enquanto ajustava os níveis de equalização manualmente. Questionado se ele poderia ter obtido o efeito mais facilmente usando um pedal wah-wah, Shields disse: "Em atitude em relação ao som, sim. Mas não em abordagem."
Todas as faixas de bateria, exceto duas, foram construídas a partir de amostras de faixas executadas pelo baterista Colm Ó Cíosóig. Como ele estava sofrendo de doenças físicas durante a gravação, ele gravou amostras de vários padrões de bateria que era capaz de executar. De acordo com Shields, "é exatamente o que Colm teria feito, apenas demorou mais para fazer." Ó Cíosóig se recuperou o suficiente para tocar ao vivo duas músicas: "Touched", que foi composta e interpretada inteiramente por ele, e "Only Shallow". Shields acredita que os ouvintes não conseguem distinguir entre a bateria ao vivo de Ó Cíosóig e os loops de bateria além das faixas que pretendem ter um som obviamente "sampleado", como "Soon", orientado para dance. O álbum faz uso extensivo de amostras; de acordo com Shields, "A maioria das amostras são feedback. Aprendemos com o feedback da guitarra, com muita distorção, que você pode fazer qualquer instrumento, qualquer um que você possa imaginar."
Os vocais, administrados em conjunto por Shields e Butcher, são mantidos relativamente baixos na mixagem e são, em sua maioria, altamente agudos. Ocasionalmente, Shields cantava o registro mais alto e Butcher o mais baixo. De acordo com Shields, como a banda havia passado tanto tempo trabalhando nos vocais do álbum, ele "não conseguia tolerar vocais realmente claros, onde você apenas ouvia uma voz", portanto "tinha que ser mais como um som." Butcher disse sobre seu estilo vocal "sonhador e sensual": "Frequentemente, quando fazemos os vocais, são 7h30 da manhã; geralmente acabo de adormecer e preciso ser acordada para cantar." Para ajudar neste efeito, Shields e Ó Cíosóig amostraram a voz de Butcher e a reutilizaram como instrumentação. Os vocais em camadas em "When You Sleep" nasceram da frustração em tentar obter a tomada certa. Shields comentou que "Os vocais soam assim porque se tornou entediante e muito destrutivo tentar conseguir o vocal certo. Então decidi colocar todos os vocais. (Foi cantado 12 ou 13 vezes)." Ele explicou:
| “ | Em "When You Sleep" parece que eu e Bilinda cantamos juntos, mas sou só eu – eu em velocidade diminuída e aumentada ao mesmo tempo. Cantamos algumas músicas indefinidamente até ficarmos entediados – geralmente entre 12 e 18 vezes. Comecei a separar as fitas e isso mexeu com minha cabeça, então toquei todas juntas e ficou muito bom – como uma voz vagamente distinta. | ” |

As letras são deliberadamente obscuras; Shields brincou que considerou avaliar várias tentativas de decifrar as palavras no site da banda de acordo com a precisão. Ele afirma que ele e Butcher "gastaram muito mais tempo nas letras do que nunca na música". As palavras eram frequentemente escritas em sessões noturnas de oito a dez horas de duração, antes que a dupla gravasse os vocais. Eles trabalharam diligentemente para garantir que as letras não fossem sem brilho, mas fizeram poucas alterações; Shields disse: "Não há nada pior do que letras ruins." Mesmo assim, pressionado por David Cavanagh da Select para revelar apenas a primeira linha de "Loomer", Butcher recusou, e Shields afirmou não ter "absolutamente nenhuma ideia" do que ela estava cantando.

## Turnê
Após o lançamento do álbum, a banda My Bloody Valentine fez uma turnê pela Europa, um evento que o crítico musical David Cavanagh descreveu como um "capítulo único na música ao vivo". Para recriar os tons mais altos de Loveless, Shields empregou a flautista estadunidense Anna Quimby. De acordo com um amigo da banda, "Ela estava com uma saia minúscula, meia-calça preta [...] ela era uma garotinha indie. Mas quando ela tocou a flauta, foi como a porra do Woodstock."
A turnê se tornou famosa por seu volume. O editor da NME Danny Kelly compareceu a um show que ele descreveu como "mais como tortura do que entretenimento [...] Eu bebi meio litro de cerveja; eles tocaram a primeira nota e estava tão alto que fez o vidro voar". Durante a turnê seguinte pelos Estados Unidos, Shields e Butcher testaram a capacidade de seu público de sustentar o ruído tocado em volumes altos. De acordo com o crítico Mark Kemp, "Depois de cerca de trinta segundos, a adrenalina se instalou, as pessoas estão gritando e balançando os punhos. Depois de um minuto, você se pergunta o que está acontecendo. Depois de outro minuto, é uma confusão total. O barulho começa a doer. O barulho continua. Depois de três minutos você começa a tomar respirações profundas. Depois de quatro minutos, a calma toma conta." A turnê viu My Bloody Valentine ser acusada de negligência criminosa pela imprensa musical, que se opôs ao longo período de ruído extremo tocado durante "You Made Me Realize", referindo-se a ele como "o holocausto". Em dezembro de 2000, a Mojo classificou a turnê como a segunda mais barulhenta da história.

## Resultado
Apesar das expectativas de uma descoberta da banda na esteira do sucesso crítico de Loveless, eles se desfizeram "logo" depois e gravaram apenas esporadicamente nas duas décadas seguintes. Incapaz de entregar um terceiro álbum, Shields se isolou e "enlouqueceu", fazendo comparações na imprensa musical ao comportamento de músicos como Brian Wilson dos The Beach Boys e Syd Barrett do Pink Floyd. Os outros membros da banda seguiram seus próprios caminhos. Butcher contribuiu com a banda Collapsed Lung. Googe foi vista trabalhando como motorista de táxi em Londres e formou o supergrupo Snowpony em 1996. Ó Cíosóig entrou na banda Hope Sandoval & The Warm Inventions, enquanto Shields colaborou com Yo La Tengo, Primal Scream e Dinosaur Jr.
Shields gravou novas músicas em seu estúdio caseiro, mas abandonou. De acordo com fontes, algumas foram possivelmente influenciadas por música jungle. Shields disse: "Fizemos um álbum meio acabado e simplesmente foi jogado fora, mas valeu a pena. Estava morto. Não tinha aquele espírito, aquela vida nele." Ele disse mais tarde: "Eu simplesmente parei de fazer discos, e suponho que isso deve parecer estranho para as pessoas. 'Por que você fez isso?' A resposta é, não foi tão bom [quanto Loveless]. E eu sempre prometi a mim mesmo que nunca faria isso, lançar um álbum pior." Ele disse à Magnet de sua certeza em gravar outro álbum de My Bloody Valentine, e atribuiu a produção esparsa à falta de inspiração. Um terceiro álbum da banda, m b v, foi finalmente lançado em 2013, 22 anos após Loveless.

## Relançamentos e remasterizações
Em 2002, Shields queria remasterizar os álbuns da banda — incluindo Loveless — mas o estúdio que tinha as fitas, a Metropolis Studios, as perdeu. Apenas após Shields ameaçar envolver a Scotland Yard, "[as fitas] reapareceram magicamente e de repente." Além disso, ele declarou que a Sony havia escondido as fitas master para o álbum; em 2001, Shields fez um contrato com a Sony que dava a propriedade das fitas originais do álbum para Shields, mas "[...] o regime da Sony que existia quando o contrato foi assinado foi embora. E quando o novo regime entrou, as fitas desapareceram. Isso era relevante porque, embora eu fosse o proprietário, ele só voltaria para mim se eu remasterizasse as fitas originais — se as fitas tivessem acabado, eu não poderia remasterizá-las e, portanto, nunca poderia tê-las. [...] Isso nos levou a 2003. E então a Sony quebrou completamente o contrato devido a vários problemas, e levou até [2011] para resolver o problema completamente." Em 2003, o álbum foi relançado nos Estados Unidos, mas sem a permissão de Shields; ele declarou:
| “ | [...] a Warner Bros. licenciou Loveless e Isn't Anything para a Plain Records, e eles basicamente pegaram [o áudio] do CD e o colocaram em vinil [em 2003]. Eles fizeram um trabalho horrível, terrível. Foi feito sem minha permissão e a qualidade do som estava 100% errada. Foi um roubo para quem o comprou. Mas eu não sabia de nada sobre isso até que eles estavam nas lojas. Na verdade, recebemos uma liminar contra a importação para o Reino Unido na época porque era tecnicamente um contrabando, mas, nos Estados Unidos, a Warner opera de acordo com sua própria lei, então pode ter sido um pouco legal nos Estados Unidos. | ” |

Shields começou a trabalhar numa remasterização em 2006 e terminou no ano seguinte; no meio tempo, o "trabalho quase concluído" vazou na Internet. O primeiro relançamento oficial ocorreu apenas em 7 de maio de 2012, numa versão em dois CDs. O primeiro disco deveria apresentar uma nova remasterização da fita original, enquanto o disco dois deveria conter uma versão de Shields usando fitas analógicas originais de meia polegada. No entanto, os discos foram trocados, e o primeiro disco contém uma falha de transferência digital em "What You Want". Em outubro de 2017, a banda anunciou um relançamento de Isn't Anything e Loveless em vinil, uma versão "totalmente analógica", para 18 de janeiro de 2018. As primeiras unidades vinham com uma versão alternativa de Isn't Anything gratuitamente, como um "bônus".
No dia 31 de março de 2021, My Bloody Valentine entrou para a Domino Records, lançando Loveless, assim como os álbuns Isn't Anything, m b v e EP's 1988—1991 em serviços de streaming mundialmente pela primeira vez e anunciando relançamentos em vinil e CD para 21 de maio.

## Recepção
| Críticas profissionais        | Críticas profissionais |
| Pontuações agregadas          | Pontuações agregadas   |
| Fonte                         | Avaliação              |
| ----------------------------- | ---------------------- |
| Metacritic                    | 93/100                 |
| Avaliações da crítica         |                        |
| Fonte                         | Avaliação              |
| AllMusic                      | [ 65 ]                 |
| Entertainment Weekly          | A                      |
| Mojo                          | [ 80 ]                 |
| NME                           | 8/10                   |
| Pitchfork                     | 10/10                  |
| Q                             | [ 82 ]                 |
| Rolling Stone                 | [ 83 ]                 |
| The Rolling Stone Album Guide | [ 84 ]                 |
| Select                        | 5/5                    |
| The Village Voice             | A−                     |

Embora Shields temesse críticas negativas, as críticas de Loveless foram quase unanimemente favoráveis. "Um álbum sem paralelo", escreveu Andrew Perry à Select. "Sua inspiração criativa desafia a crença. Embora 'To Here Knows When' seja muito bem a faixa mais estranha das onze, essa distorção gloriosa dá um sinal justo do que esperar do inesperado. Tudo o que você ouve confunde sua ideia de como uma música pop deveria ser tocada, arranjada e produzida." Martin Aston escreveu à Q que "O instrumental de 'Touched' é especialmente surpreendente, como uma luta bêbada entre uma trilha sonora melosa da Disney e um mantra oriental. Em suma, Loveless equivale a uma reinvenção virtual da guitarra."
O crítico da NME Dele Fadele viu My Bloody Valentine como o "modelo" para o gênero shoegaze e escreveu: "com Loveless você poderia esperar que a parceria irlandesa / inglesa sucumbisse a autoparodiar ou imitar A Cena Que Adora Comer Quiche [...] Mas não, Loveless dispara uma bala revestida de prata para o futuro, desafiando todos os jogadores a tentar recriar sua mistura de humores, sentimentos, emoções, estilos e, sim, inovações." Enquanto Fadele expressou algum desapontamento pelo grupo parecer se dissociar das linhas de baixo de dance music e reggae, ele concluiu: "Loveless aumenta a aposta e, por mais decadente que se possa achar a ideia de elevar outros seres humanos a divindades, My Bloody Valentine, falhas e tudo, merece mais do que o seu respeito." Para a Melody Maker, Simon Reynolds elogiou o álbum e escreveu que Loveless "[reafirma] o quão único e o quão incomparáveis os MBV são." Ele adicionou: "Junto com Yerself is Steam, Loveless é o registro de rock mais externo, interno e extremo de 1991." Reynolds observou que sua única crítica foi que "embora My Bloody Valentine tenha amplificado e refinado o que já eram, eles não conseguiram sofrer mutação ou saltar para qualquer tipo de além".
Em uma resenha que também cobriu os colegas de gravadora da Creation Slowdive e Velvet Crush, o revisor da Rolling Stone Ira Robbins escreveu: "Apesar da intensa capacidade do álbum de desorientar [...] o efeito é estranhamente edificante. Loveless exala um bálsamo sônico que primeiro envolve e depois pulveriza suavemente o estresse frenético da vida." O crítico da Chicago Tribune Greg Kot escreveu que a banda "escreveu um novo vocabulário para a guitarra, e talvez tenha dado a ela mais 10 anos de vida como o instrumento central do rock". A Spin deu a Loveless uma crítica mista; o escritor Jim Greer sentiu que era "normal [...] A música distorcida é uma ideia legal e eu recomendo o álbum, mas não com base no canto ou nas canções."
Em 2003, a Rolling Stone estimou que Loveless havia vendido 225 mil cópias. O álbum ficou em quatorze na enquete dos críticos de 1991 Pazz & Jop, da The Village Voice. Em 1999, a Pitchfork nomeou Loveless como o melhor álbum dos anos 90. No entanto, em sua revisão de 2003 da lista, o álbum foi movido para o número dois, trocando de lugar com OK Computer, do Radiohead. Uma revisão de 2022 o colocou em primeiro lugar novamente. Loveless foi citado como o melhor álbum de shoegaze de todos os tempos pela Pitchfork, Far Out Magazine e NME, e como o segundo melhor álbum de dream pop de todos os tempos, bem como o oitavo melhor álbum dos anos 90, pela Paste. Em 2003, a Rolling Stone colocou Loveless no número 219 de sua lista dos 500 melhores álbuns de todos os tempos. Na revisão de 2012, desceu duas posições, e subiu para a posição 73 na revisão de 2020. A The Irish Times citou Loveless como o melhor álbum irlandês de todos os tempos, e a Irish Independent o citou como o terceiro melhor. O álbum foi colocado em segundo lugar na lista dos 21 melhores álbuns da Creation da BrooklynVegan, declarando que Loveless é "tão monumentalmente importante para a música popular que é quase impossível exagerar sua importância".

## Legado
Loveless influenciou um grande número de gêneros e artistas. A Clash chamou o álbum de "o magnum opus do gênero shoegaze [...] ele elevou tanto a fasquia que subsequentemente desabou sob seu próprio peso", levando à dissipação do estilo. O crítico Jim DeRogatis escreveu que "os sons voltados para o futuro deste disco único posicionaram a banda como uma das mais influentes e inspiradoras desde The Velvet Underground." Os autores Paul Hegarty e Martin Halliwell escreveram que o álbum "pode ser tão progressivo que nada mais será igual a ele". A Metro Times chamou o álbum de "a marca d'água do shoegaze", escrevendo que sua "densa produção e atmosfera hipnótica drogou os ouvintes com seu adorável oximoro: ao mesmo tempo duro e suave, rápido e lânguido, lascivo e frígido". Paul Lester da The Guardian chamou de "o Pet Sounds do avant-rock britânico."
O músico Brian Eno disse que "Soon" "estabeleceu um novo padrão para o pop. É a música mais vaga de todos os tempos a entrar nas paradas." Robert Smith do The Cure descobriu Loveless após um período de ouvir quase exclusivamente disco e/ou bandas irlandesas como The Dubliners como um meio de evitar seus contemporâneos, e disse: "[My Bloody Valentine] foi a primeira banda que ouvi que claramente irritou a gente, e seu álbum Loveless é certamente um dos meus três discos favoritos. É o som de alguém [Shields] que é tão motivado que fica louco. E o fato de eles gastarem tanto tempo e dinheiro com isso é excelente." Billy Corgan da The Smashing Pumpkins disse à Spin: "É raro na música baseada na guitarra que alguém faça algo novo [...] Na época, todo mundo ficava tipo, 'Como diabos eles estão fazendo isso?' E, claro, é muito mais simples do que qualquer um poderia imaginar." Greg Puciato do The Dillinger Escape Plan nomeou Loveless um dos álbuns que mudou a vida dele, relembrando: "Quando eu era mais jovem, eu só ouvia riffs e vocais e um estilo de composição mais tradicional. Então, quando ouvi esse disco do My Bloody Valentine foi muito abstrato e estranho em termos artísticos que acabou me levando a outros caminhos musicais."

## Faixas
Todas as músicas escritas por Kevin Shields, exceto onde notado.
| N.º            | Título                   | Letras           | Música         | Duração |  |
| 1.             | "Only Shallow"           | Bilinda Butcher  | Shields        | 4:17    |  |
| 2.             | "Loomer"                 | Butcher          | Shields        | 2:38    |  |
| 3.             | "Touched" (instrumental) |                  | Colm Ó Cíosóig | 0:56    |  |
| 4.             | "To Here Knows When"     | Butcher, Shields | Shields        | 5:31    |  |
| 5.             | "When You Sleep"         |                  |                | 4:11    |  |
| 6.             | "I Only Said"            |                  |                | 5:34    |  |
| 7.             | "Come in Alone"          |                  |                | 3:58    |  |
| 8.             | "Sometimes"              |                  |                | 5:19    |  |
| 9.             | "Blown a Wish"           | Butcher          | Shields        | 3:36    |  |
| 10.            | "What You Want"          |                  |                | 5:33    |  |
| 11.            | "Soon"                   |                  |                | 6:58    |  |
| Duração total: | Duração total:           | Duração total:   | Duração total: | 48:31   |  |

## Créditos
Todos os créditos foram adaptados das notas do encarte de Loveless.
My Bloody Valentine
- Colm Ó Cíosóig – bateria, teclado amostrador
- Bilinda Butcher – vocais; guitarra (creditada; sem performance)
- Debbie Googe – baixo (creditada; sem performance)
- Kevin Shields – guitarra, vocais, teclado amostrador; baixo (não creditado)

Produção e mixagem
- Kevin Shields (exceto em "Touched")
- Colm Ó Cíosóig (em "Touched")

Arte e lançamento
- My Bloody Valentine – conceito da capa
- Angus Cameron – fotografia
- Ann Marie Shields – coordenação

## Posição nas paradas musicais
| Tabela (1991)                       | Posição de pico |
| ----------------------------------- | --------------- |
| European Albums (Music & Media)     | 47              |
| Reino Unido (Official Albums Chart) | 24              |

| Tabela (2012)                             | Posição de pico |
| ----------------------------------------- | --------------- |
| Bélgica (Ultratop Flandres)               | 154             |
| Bélgica (Ultratop Valônia)                | 188             |
| Irlanda (IRMA)                            | 29              |
| Japão (Oricon)                            | 18              |
| Coreia do Sul (Gaon)                      | 43              |
| Coreia do Sul (Gaon International Albums) | 7               |

| Tabela (2021)                             | Posição de pico |
| ----------------------------------------- | --------------- |
| Austrália (ARIA)                          | 6               |
| Bélgica (Ultratop Flandres)               | 26              |
| Bélgica (Ultratop Valônia)                | 23              |
| Dinamarca (Hitlisten)                     | 5               |
| Países Baixos (Dutch Charts)              | 13              |
| Alemanha (Offizielle Deutsche Charts)     | 23              |
| Irlanda (Official Charts Company)         | 6               |
| Nova Zelândia (RMNZ)                      | 7               |
| Portugal (AFP)                            | 14              |
| Suécia (Sverigetopplistan)                | 53              |
| Reino Unido (Official Albums Chart)       | 7               |
| Reino Unido (UK Independent Albums Chart) | 2               |

## Certificações
| Região                                              | Certificação | Vendas   |
| --------------------------------------------------- | ------------ | -------- |
| Reino Unido (BPI)                                   | Ouro         | 100 000^ |
| ^números de vendas baseados somente na certificação |              |          |